# Колев, Иван (футболист)
Иван Петков Колев (болг. Иван Петков Колев; 1 ноября 1930, Пловдив — 1 июля 2005, София) — болгарский футболист, нападающий. Старший брат другого известного футболиста, Тодора Петкова Колева. Занял седьмое место по выбору специалистов на звание лучшего футболиста Болгарии XX века.
Единственный болгарский футболист, участвовавший в пяти крупнейших турнирах для сборных (ЧМ, ЧЕ, ОИ): 2-х олимпиад и 3-х чемпионатов мира.

## Карьера
Иван Колев — воспитанник клуба «Спортист». С 1947 года выступал за основной состав команды. В 1949 году перешёл в клуб ВВС из Софии. На следующий год стал игроком местного ЦСКА, но не провёл там и года, после чего вернулся в ВВС. В 1952 году во второй раз стал игроком ЦСКА. Он выступал за этот клуб до 1967 года, выиграв 11 чемпионатов Болгарии и четыре Кубка страны. 21 октября 1956 года Колев забил первый гол болгарских клубов в Еврокубках, поразив на 12-й минуте встречи Кубка европейских чемпионов ворота «Динамо» Бухарест; более того в той же игре он сделал хет-трик, первый для болгар в международных клубных турнирах. В 1960 году Иван получил звание «Заслуженный мастер спорта», а в 1956 и 1962 годах признавался лучшим футболистом Болгарии. В тот же период четыре  раза упоминался в опросах на «Золотой мяч»: в 1956 году занял девятое место, в 1958 стал 19-м, в 1959 13-м, а в 1960 году занял 16-е место. В 1967 году Колев покинул ЦСКА, перейдя в клуб «Сливен», где завершил карьеру в 1969 году. Всего в чемпионате Болгарии нападающий провёл 325 матчей и забил 95 голов, в еврокубках провёл 29 матчей и забил 7 голов. Долгой карьере Колева даже не помешал поставленный диагноз — врождённый порок сердца.
В составе Болгария Колев дебютировал 18 мая 1952 года с Польшей. В своей второй игре за сборную Иван забил мяч, который принёс ничью с командой Венгрии. В том же году поехал на Олимпийские игры, где его команда в первой же игре уступила сборной СССР; при этом Колев в дополнительное время на 95-й минуте забил первый мяч во встрече, но затем советские футболисты забили два гола и победили. В 1956 году он поехал на свою вторую Олимпиаду. В первой же игре на турнире Колев сделал «дубль», а его команда победила сборную Великобритании со счётом 6:1. В полуфинале Болгария вновь встречалась во сборной СССР. Любопытно, что матч вновь дошёл до дополнительного времени, более того, Колев, как и четыре года назад на 95 минуте встречи открыл счёт, но затем советские игроки забили дважды и не пустили Болгарию в финал. В матче за третье место Болгария обыграла Индию и завоевала бронзовые медали.
В 1960 году Колев поехал на свою третью Олимпиаду. Там он сыграл лишь одну встречу, с Египтом, из трёх проведённых сборной, вылетевшей после группового турнира. В 1962 году Болгария, впервые в своей истории, отобралась на чемпионат мира. Но турнир сложился для команды неудачно: сборная заняла последнее место в группе, набрав только одно очко, при разнице мячей 1-7. Колев участвовал во всех трёх матчах. Четыре года спустя он поехал на свой последний крупный турнир, чемпионат мира в Англии. Здесь болгары выступили ещё хуже, проиграв все три игры. Колев участвовал в двух из них. Матч, сыгранный 20 июля 1966 года со сборной Венгрии (1:3), стал последним для Ивана в футболке национальной команды. Всего он выступал за сборную 14 лет, проведя 75 матчей и забив 25 голов.

## Достижения

### Командные
- Чемпион Болгарии (11): 1952, 1954, 1955, 1956, 1957, 1958, 1959, 1960, 1961, 1962, 1966
- Обладатель Кубка Болгарии (4): 1954, 1955, 1961, 1965
- Чемпион Спартакиады дружественных армий: 1958

### Личные
- Футболист года в Болгарии: 1956, 1962
- Заслуженный мастер спорта Болгарии: 1960